# 劉子文
劉子文（?—?），南北朝刘宋宋孝武帝劉駿第二十子，母為殷贵妃。為始平孝敬王刘子鸾、齐敬王劉子羽、晋陵孝王劉子雲的胞弟。早夭，未封王。